# 朱安漕
汾西靖安王朱安漕（1470年代—1523年），明朝周藩第一代汾西王，周惠王朱同䥝的庶第十六子。

## 生平
成化十九年（1483年）四月，獲賜名安漕。朱安漕初封鎮國將軍。弘治二年（1489年）九月，進封汾西王。弘治三年（1490年）十一月，獲給歲祿一千石，米鈔中半兼支。
嘉靖二年（1523年），朱安漕去世，諡號靖安。五年後，庶長子朱睦桍襲爵。

## 家庭

### 子
- 庶長子：汾西端惠王朱睦桍[4]